# Джіллетт
Джіллетт (англ. Gillette) — місто (англ. city) в США, в окрузі Кемпбелл штату Вайомінг. Населення — 33 403 особи (2020).

## Географія
Джіллетт розташований за координатами 44°16′43″ пн. ш. 105°30′4″ зх. д. / 44.27861° пн. ш. 105.50111° зх. д. (44.278496, -105.501212).  За даними Бюро перепису населення США в 2010 році місто мало площу 49,20 км², з яких 49,13 км² — суходіл та 0,07 км² — водойми. В 2017 році площа становила 56,24 км², з яких 56,16 км² — суходіл та 0,07 км² — водойми.

### Клімат
| Клімат : Джіллетт                  | Клімат : Джіллетт | Клімат : Джіллетт | Клімат : Джіллетт | Клімат : Джіллетт | Клімат : Джіллетт | Клімат : Джіллетт | Клімат : Джіллетт | Клімат : Джіллетт | Клімат : Джіллетт | Клімат : Джіллетт | Клімат : Джіллетт | Клімат : Джіллетт | Клімат : Джіллетт |
| Показник                           | Січ.              | Лют.              | Бер.              | Квіт.             | Трав.             | Черв.             | Лип.              | Серп.             | Вер.              | Жовт.             | Лист.             | Груд.             | Рік               |
| Абсолютний максимум, °C            | 19,4              | 21,1              | 26,7              | 31,1              | 35,0              | 41,7              | 41,7              | 41,1              | 38,9              | 32,2              | 23,9              | 20,6              | 41,7              |
| Середній максимум, °C              | 2,9               | 3,4               | 8,3               | 13,2              | 19,3              | 25,0              | 30,3              | 29,8              | 23,0              | 14,8              | 7,0               | 1,7               | 15,0              |
| Середня температура, °C            | −3,4              | −2,6              | 1,5               | 5,9               | 11,6              | 16,8              | 21,8              | 20,8              | 14,7              | 7,4               | 0,4               | −4,3              | 7,6               |
| Середній мінімум, °C               | −9,7              | −8,6              | −5,3              | −1,3              | 4,3               | 8,6               | 13,3              | 11,8              | 6,3               | −0,1              | −6,1              | −10,4             | 0,3               |
| Абсолютний мінімум, °C             | −37,8             | −40               | −30,6             | −24,4             | −11,7             | −2,2              | 1,7               | 0,0               | −12,2             | −24,4             | −32,2             | −38,3             | −40               |
| Норма опадів, мм                   | 10                | 10                | 24                | 37                | 62                | 56                | 42                | 24                | 30                | 32                | 14                | 10                | 351               |
| ---------------------------------- | ----------------- | ----------------- | ----------------- | ----------------- | ----------------- | ----------------- | ----------------- | ----------------- | ----------------- | ----------------- | ----------------- | ----------------- | ----------------- |
| Джерело: NOAA (normals, 1981–2010) |                   |                   |                   |                   |                   |                   |                   |                   |                   |                   |                   |                   |                   |

## Демографія
Згідно з переписом 2010 року, у місті мешкало 29 087 осіб у 10 975 домогосподарствах у складі 7299 родин. Густота населення становила 591 особа/км².  Було 12153 помешкання (247/км²).
Расовий склад населення:
| - 92,2 % — білих - 1,2 % — корінних американців - 0,7 % — азіатів - 0,4 % — чорних або афроамериканців - 3,2 % — осіб інших рас |

До двох чи більше рас належало 2,2 %. Частка іспаномовних становила 9,5 % від усіх жителів.
За віковим діапазоном населення розподілялося таким чином: 28,0 % — особи молодші 18 років, 66,2 % — особи у віці 18—64 років, 5,8 % — особи у віці 65 років та старші. Медіана віку мешканця становила 30,6 року. На 100 осіб жіночої статі у місті припадало 109,6 чоловіків;  на 100 жінок у віці від 18 років та старших — 110,3 чоловіків також старших 18 років.
Середній дохід на одне домашнє господарство  становив 85 875 доларів США (медіана — 74 165), а середній дохід на одну сім'ю — 92 804 долари (медіана — 83 734). Медіана доходів становила 70 872 долари для чоловіків та 36 257 доларів для жінок. За межею бідності перебувало 9,0 % осіб, у тому числі 10,0 % дітей у віці до 18 років та 8,3 % осіб у віці 65 років та старших.
Цивільне працевлаштоване населення становило 16 750 осіб. Основні галузі зайнятості: сільське господарство, лісництво, риболовля — 23,0 %, освіта, охорона здоров'я та соціальна допомога — 16,4 %, роздрібна торгівля — 11,2 %, мистецтво, розваги та відпочинок — 8,4 %.
За даними перепису 2000 року,
на території муніципалітету мешкало 29 087 людей, було 9537 садиб та 8797 сімей.
Густота населення становила 827,8 осіб/км². Було 9537 житлових будинків.
З 9537 садиб у 41,2% проживали діти до 18 років, подружніх пар, що мешкали разом, було 53,4%,
садиб, у яких господиня не мала чоловіка — 10,8%, садиб без сім'ї — 30,8%.
Власники 24,0% садиб мали вік, що перевищував 65 років, а в 4,9% садиб принаймні одна людина була старшою за 65 років.
Кількість людей у середньому на садибу становила 2,62, а в середньому на родину 3,12.
Середній річний дохід на садибу становив 69 581 доларів США, а на родину — 78 377 доларів США.
Чоловіки мали дохід 41 131 доларів, жінки — 22 717 доларів.
Дохід на душу населення був 19 749 доларів.
Приблизно 5,7% родин та 7,9% населення жили за межею бідності.
Серед них осіб до 18 років було 6,2%, і понад 65 років — 14,1%.
Середній вік населення становив 32 років.